# Umberto Sacco
Umberto Sacco (Alba, 10 giugno 1898 – Giavera del Montello, 20 giugno 1918) è stato un militare italiano decorato con la Medaglia d'Oro al Valor Militare.

## Biografia
Ultimo degli undici figli di Giovanni e di Angese Fortunata Fumero, nacque in una famiglia originaria di Asti benestante (il padre è titolare di alcuni esercizi come il Caffè Calissano). Era fratello di Luigi, militare esperto di crittoanalisi.
Morì a soli vent'anni durante la battaglia del Solstizio (giugno 1918) mentre, assieme ai commilitoni, tentava l'assalto al caposaldo austro-ungarico di casa Serena, sul Montello. Trasportato nell'Ospedale da campo n. 38 presso villa Spineda-Gasparini, fu sepolto nel cimitero di Venegazzù il 25 giugno 1918 (nota del Ten. Col. Ferri 74a fant.).